# Thomas Burke
Pour les articles homonymes, voir Thomas Burke (homonymie) et Burke.
Thomas Edward Burke, né le 15 janvier 1875 à Boston (Massachusetts) et mort le 14 février 1929 dans cette même ville est un athlète américain, premier champion olympique de l'histoire sur 100 m et 400 m, à Athènes en 1896.

## Biographie
Étudiant à l'Université de Boston, il représente la Boston Amateur Athletic Association.

## Carrière sportive
En l'absence de son compatriote, Bernard Wefers, maître incontesté de la discipline, Thomas Burke obtient le premier titre olympique du 100 mètres lors des Jeux olympiques de 1896 à Athènes. Il est l'un des seuls finalistes à utiliser le départ accroupi, technique encore insolite en Europe. Burke l'emporte dans le temps modeste, même pour l'époque, de 12 s, le record du monde en 1896 étant de 10 s 4/5 mais il est vrai que la piste très sablonneuse ne facilitait pas les performances.
Au cours de ces mêmes Jeux olympiques, Burke remporte également le 400 mètres en  54 s 2, performance là aussi peu significative, notamment en raison des virages très serrés de la piste.
Ses records personnels étaient de 48 s 5 aux 400 mètres et de 1 min 55 s 9 aux 800 mètres, ce qui le situait parmi les tout meilleurs spécialistes de son époque.
En 1897, il est l'un des créateurs du marathon de Boston avant de se consacrer à une carrière d'avocat, de journaliste sportif et d'entraîneur.
Il est élu au Temple de la renommée de l'athlétisme des États-Unis en 2014.

## Palmarès
| Date | Compétition           | Lieu    | Résultat    | Épreuve | Performance                         |
| ---- | --------------------- | ------- | ----------- | ------- | ----------------------------------- |
| 1896 | Jeux olympiques d'été | Athènes | 1er         | 100 m   | 11 s 8 (OR) (Série) 12 s 0 (Finale) |
| 1896 | Jeux olympiques d'été | Athènes | 1er         | 400 m   | 58 s 4 (Série) 54 s 2 (OR) (Finale) |
| 1896 | Jeux olympiques d'été | Athènes | Non-partant | 800 m   | DNS                                 |

| Épreuve | Performance | Lieu    | Date |
| ------- | ----------- | ------- | ---- |
| 100 m   | 11 s 8 (OR) | Athènes | 1896 |
| 400 m   | 48 s 5      |         |      |
| 800 m   | 1 m 55 s 9  |         |      |

Il est à l'issue des Jeux olympiques de 1896 détenteur des records olympiques du 100 m (11 s 8) et du 400 m (54 s 2). Ces deux records seront battus lors des Jeux olympiques de 1900, à l'issue desquels ils appartiennent à d'autres coureurs américains, pour le 100 m à Frank Jarvis et Walter Tewksbury (10 s 8) et pour le 400 m à Maxie Long (49 s 4).